# Alien, la créature des abysses
Pour les articles homonymes, voir Alien.
Pour plus de détails, voir Fiche technique et Distribution.
Alien, la créature des abysses (Alien degli abissi) est un film italien réalisé par Antonio Margheriti, sorti en 1989.
C'est un film de science-fiction horrifique au ton écologique, dans lequel revient le thème récurrent du réalisateur Margheriti — la Terre en danger —, consistant cette fois-ci en des activités humaines polluantes. Le titre fait référence au film à succès de Ridley Scott Alien, le huitième passager (1979), que le monstre du film imite, mais aussi à Abyss (1989) de James Cameron, et des clins d'œil aux classiques du genre horrifique reviennent au fil du film.
C'est le dernier film de science-fiction réalisé par Margheriti.

## Synopsis
Sur une île des Antilles, des scientifiques, dont le Dr Geoffrey, dirigé par le colonel Kovacks, mènent des expériences dangereuses. Les déchets radioactifs produits par ces expériences sont jetés au fond d'un volcan.
La journaliste Jane, aidée par le photographe Lee, se rend sur l'île pour trouver des preuves de cette activité douteuse et pour limiter les ravages environnementaux qui peuvent en découler. Au cours de leurs recherches, cependant, ils seront découverts : tandis que Lee est capturé, Jane parvient à s'échapper et à se rendre dans la jungle où elle rencontre Bob, un herpétologue qui vit sur l'île depuis de nombreuses années ; ensemble, ils essaieront de libérer Lee. Pendant ce temps, une étrange créature extraterrestre, attirée par les radiations, descend dans le volcan. Cette créature gigantesque a le pouvoir d'émettre une étrange substance hallucinogène qui provoque la folie et la mort subséquente dans l'esprit humain, ainsi que des blessures horribles aux malheureux qui sont touchés.
Après la fin tragique de Lee à la suite d'une agression extraterrestre, Jane et Bob, aidés par le Dr. Geoffrey qui les a rejoints devant l'imminence de la catastrophe, les aide à détruire tout le laboratoire et à vaincre l'extra-terrestre, la terrible « créature des abysses ».

## Fiche technique
Sauf indication contraire, les informations mentionnées dans cette section peuvent être confirmées par la base de données cinématographiques IMDb,  présente dans la section « Liens externes ».
- Titre original : Alien degli abissi (litt. « Alien des abysses »)
- Titre français : Alien, la créature des abysses[2]
- Réalisateur : Antonio Margheriti
- Scénario : Antonio Margheriti, Tito Carpi (it)
- Photographie : Fausto Zuccoli
- Montage : Alberto Moriani (it)
- Musique : Andrea Ridolfi (it)
- Trucages : Giacinto Bretti
- Producteur : Gianfranco Couyoumdjian (it), Franco Gaudenzi
- Société de production : Dania Film, Gico Cinematografica, National Cinematografica, VIP International Films, Reteitalia
- Pays de production :  Italie
- Langue de tournage : italien
- Format : Couleur - Son mono - 35 mm
- Durée : 100 minutes
- Genre : Science-fiction horrifique
- Dates de sortie :
  - Italie : 15 octobre 1989
  - France : 7 mars 1990

## Distribution
- Daniel Bosch : Bob
- Marina Giulia Cavalli (it) : Jane
- Robert Marius : Lee
- Charles Napier : Colonel Kovacks
- Luciano Pigozzi : Geoffrey
- John Anthony Kater :
- Frank Wannack Dieter :
- Roberto Dell'Acqua :